# 보잉 247

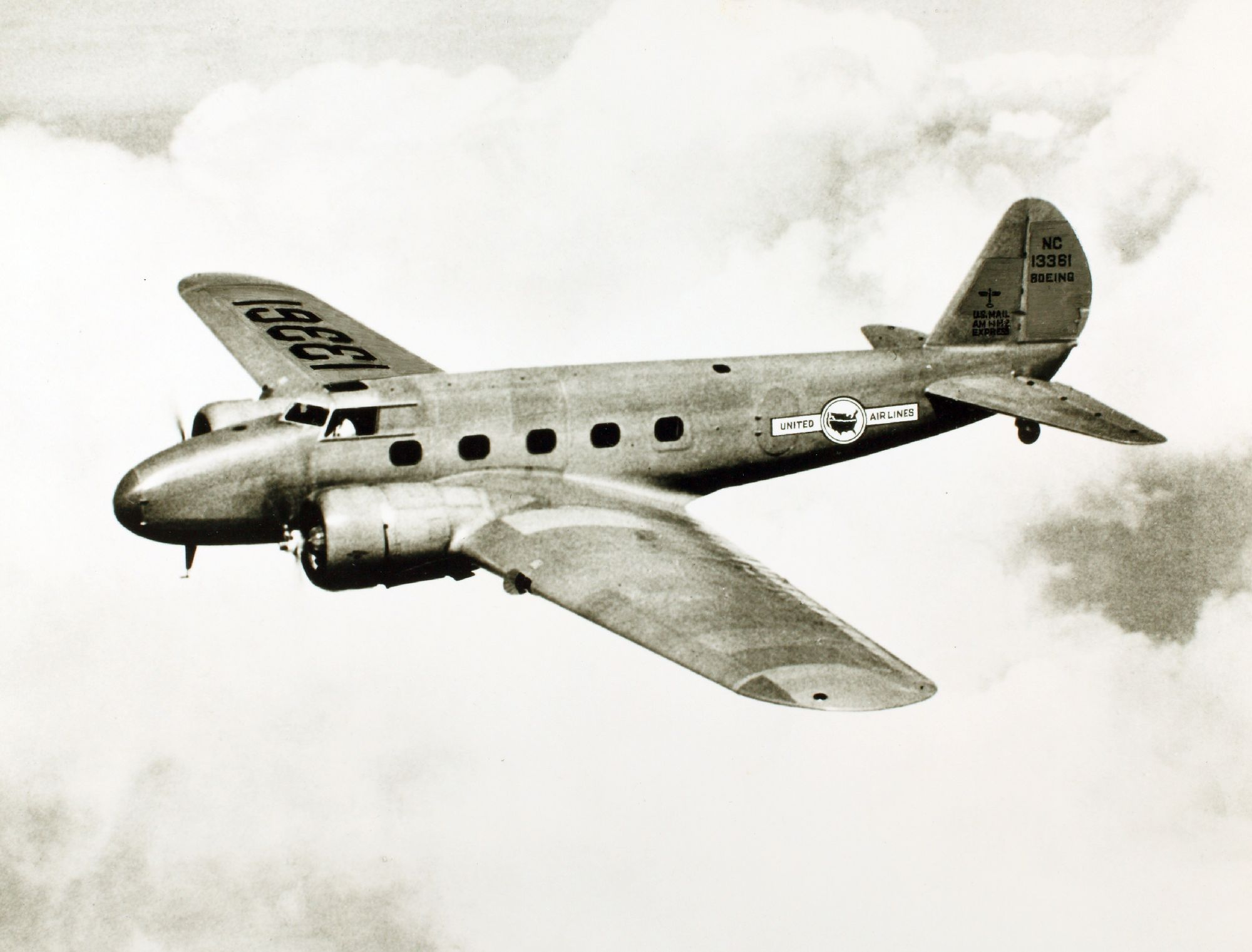

보잉 247(Boeing Model 247)은 미국의 초기 항공기로 전체 금속(양극 처리된 알루미늄) 세미모노코크 구조, 완전 캔틸레버식 날개, 접이식 랜딩 기어 등의 첨단 기술을 통합한 최초의 항공기 중 하나이다. 기타 고급 기능에는 제어 표면 트림 탭, 자동 조종 장치 및 날개와 꼬리판용 제빙 부츠가 포함되었다. 보잉 247은 1933년 2월 8일에 첫 비행을 했고 그 해 후반에 운용에 들어갔다.

## 종류
모델 280
14개의 좌석과 700 hp (520 kW) P&W 호넷 엔진을 갖춘 보잉 247의 원래 제안
모델 247
쌍발 민간 수송 여객기, 초기 생산 버전
247A
1934년 Deutsche Luft Hansa의 특별 주문으로 신형 625 hp (466 kW) P&W Wasp로 구동됨
247E
이 지정은 최초의 Boeing 247 항공기에 부여되었으며 나중에 Boeing 247D에 통합된 여러 가지 개선 사항을 테스트하는 데 사용되었다.
247D
원래 일회성 항공기는 MacRobertson Air Race를 위해 설계된 경주용 항공기였다. Hamilton 표준 가변 피치 프로펠러를 사용하면 7 mph (11 km/h) 이득이 허용된다. 동일한 이름을 지닌 생산 시리즈에 통합된 247D 구성이다.
247Y
무장형, 1개는 중국으로 수출, 2차는 시험용으로 사용
C-73
USAAF 군에 사용, 총 27대

## 같이 보기
비교기
- 더글러스 DC-2
- 더글러스 DC-3
- 융커스 Ju 52